# Nogent-sur-Marne

Położenie Nogent-sur-Marne w ramach aglomeracji paryskiej

Nogent-sur-Marne – miejscowość i gmina we Francji, w regionie Île-de-France, w departamencie Dolina Marny.
Według danych na rok 1990 gminę zamieszkiwało 25 248 osób, a gęstość zaludnienia wynosiła 9017 osób/km² (wśród 1287 gmin regionu Île-de-France Nogent-sur-Marne plasuje się na 105. miejscu pod względem liczby ludności, natomiast pod względem powierzchni na miejscu 826.).

## Współpraca
- Bolesławiec, Polska
- Yverdon-les-Bains, Szwajcaria
- Siegburg, Niemcy
- Val Nure, Włochy
- Castiglione dei Pepoli, Włochy
- Nazaré, Portugalia